# Plaines Wilhems
Plaines Wilhems est un district de Maurice, situé au centre de l'île principale. C'est l'une des deux subdivisions sans accès à la mer, l'autre étant Moka.
Ce district est le plus peuplé de tous ceux de l'île : 368 621 habitants en 2015 vivent sur 203,3 km2. On y trouve en effet la conurbation regroupant notamment Beau-Bassin Rose-Hill, Quatre Bornes, Curepipe et Vacoas-Phœnix.

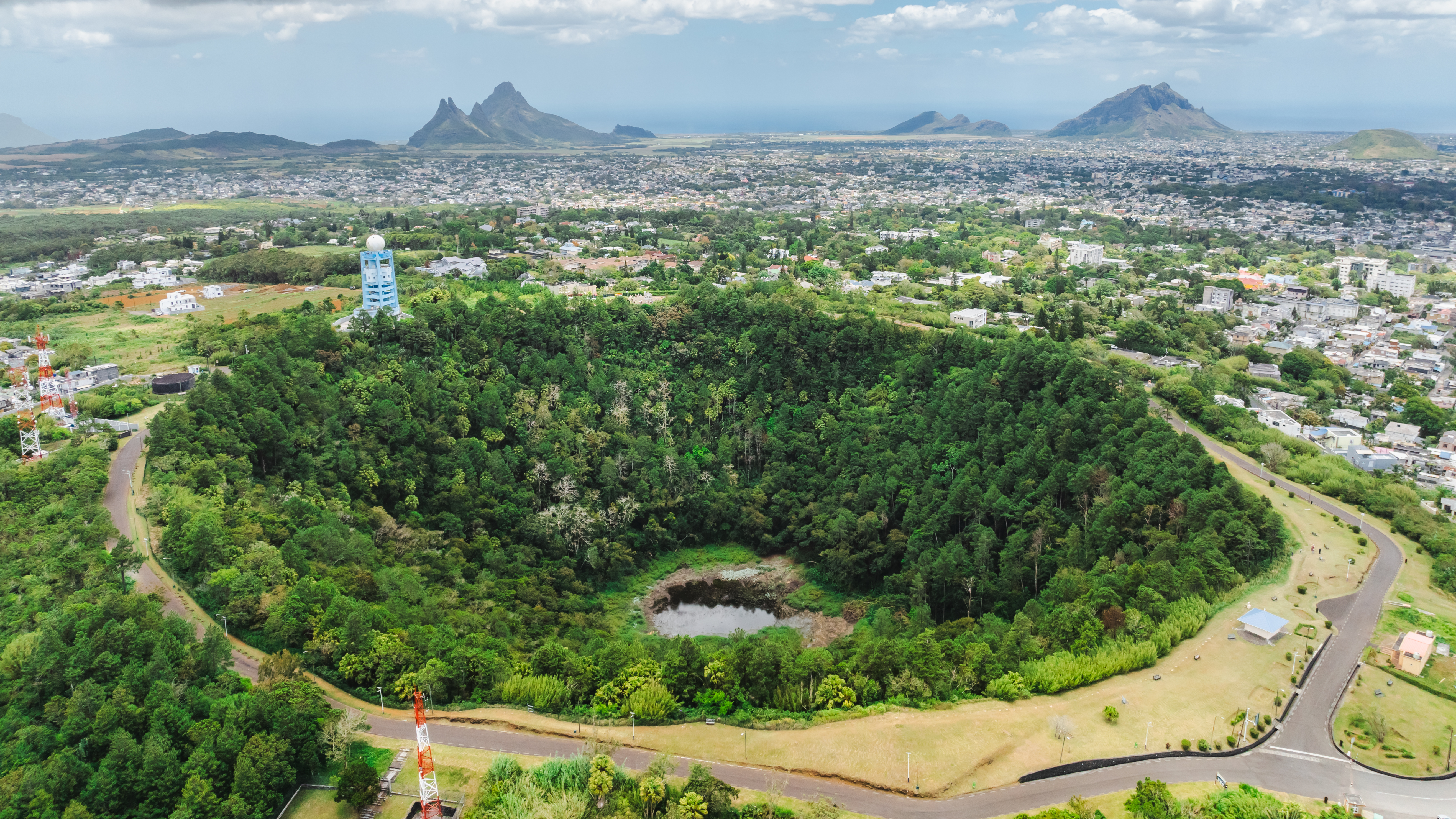
Volcan de Trou aux Cerfs